# Roberto Trotta
Pour les articles homonymes, voir Trotta.
Roberto Trotta, né le 28 janvier 1969 à Pigüé (Argentine), est un footballeur argentin, qui évoluait au poste de défenseur à Estudiantes, au Vélez Sarsfield, à l'AS Rome, à River Plate, au Racing Club, au Sporting Gijón, à l'Unión de Santa Fé, au CF Atlante, au CF Puebla et au Barcelona SC ainsi qu'en équipe d'Argentine.
Trotta ne marque aucun but lors de ses trois sélections avec l'équipe d'Argentine en 1995.

## Carrière de joueur
- 1987-1991 : Estudiantes
- 1992-1996 : Vélez Sarsfield
- 1996 : AS Rome
- 1997 : River Plate
- 1997 : Racing Club
- 1998 : Sporting Gijón
- 1998-1999 : Unión de Santa Fé
- 1999-2001 : River Plate
- 2001-2002 : CF Atlante
- 2002-2003 : CF Puebla
- 2003 : Estudiantes
- 2004 : Barcelona SC
- 2004-2005 : Unión de Santa Fé  [2]

## Palmarès

### En équipe nationale
- 3 sélections et 0 but avec l'équipe d'Argentine en 1995

#### Avec Vélez Sarsfield
- Vainqueur de la Copa Libertadores en 1994
- Vainqueur de la Coupe intercontinentale en 1994
- Vainqueur de la Copa Interamericana en 1996
- Vainqueur du Championnat d'Argentine en 1993 (Tournoi de clôture) et 1995 (Tournoi d'ouverture)

#### Avec River Plate
- Vainqueur du Championnat d'Argentine en 1999 (Tournoi de clôture) et 2000 (Tournoi de clôture)

## Carrière d'entraîneur
- 2006-2007 : Independiente Rivadavia
- 2007 : Almagro
- 2007-2008 : Independiente Rivadavia